# Coto (Miñortos)
Coto (En gallego y oficialmente O Coto) es una aldea situada en la parroquia de Miñortos en el municipio de Porto do Son, provincia de La Coruña, Galicia, España.
En 2022 tenía una población de 7 habitantes (4 hombres y 3 mujeres). Está situada a 54 metros sobre el nivel del mar a 10,4 km de la capital municipal. Las localidades más cercanas son Bouzas y Amoreira.